# Programa Aurora
El programa Aurora és un programa espacial en projecte de l'Agència Espacial Europea (ESA) per a l'exploració de la Lluna, de Mart i de diversos asteroides durant les properes dècades. L'objectiu global és impulsar les missions europees a l'espai a gran escala.
El programa Aurora s'inicià el febrer de 2002 i la primera missió espacial del programa va tenir lloc el 2009, posteriorment està planejada la missió d'exploració del planeta Mart ExoMars, consistent en una sonda orbital i un tot terreny. Posteriorment està prevista una altra missió entre 2011 i 2017 per recollir mostres de Mart i retornar-les a la Terra. A més llarg termini, a partir de 2030, el programa preveu enviar una missió tripulada a Mart, conjuntament amb la NASA.

## Full de ruta del programa Aurora

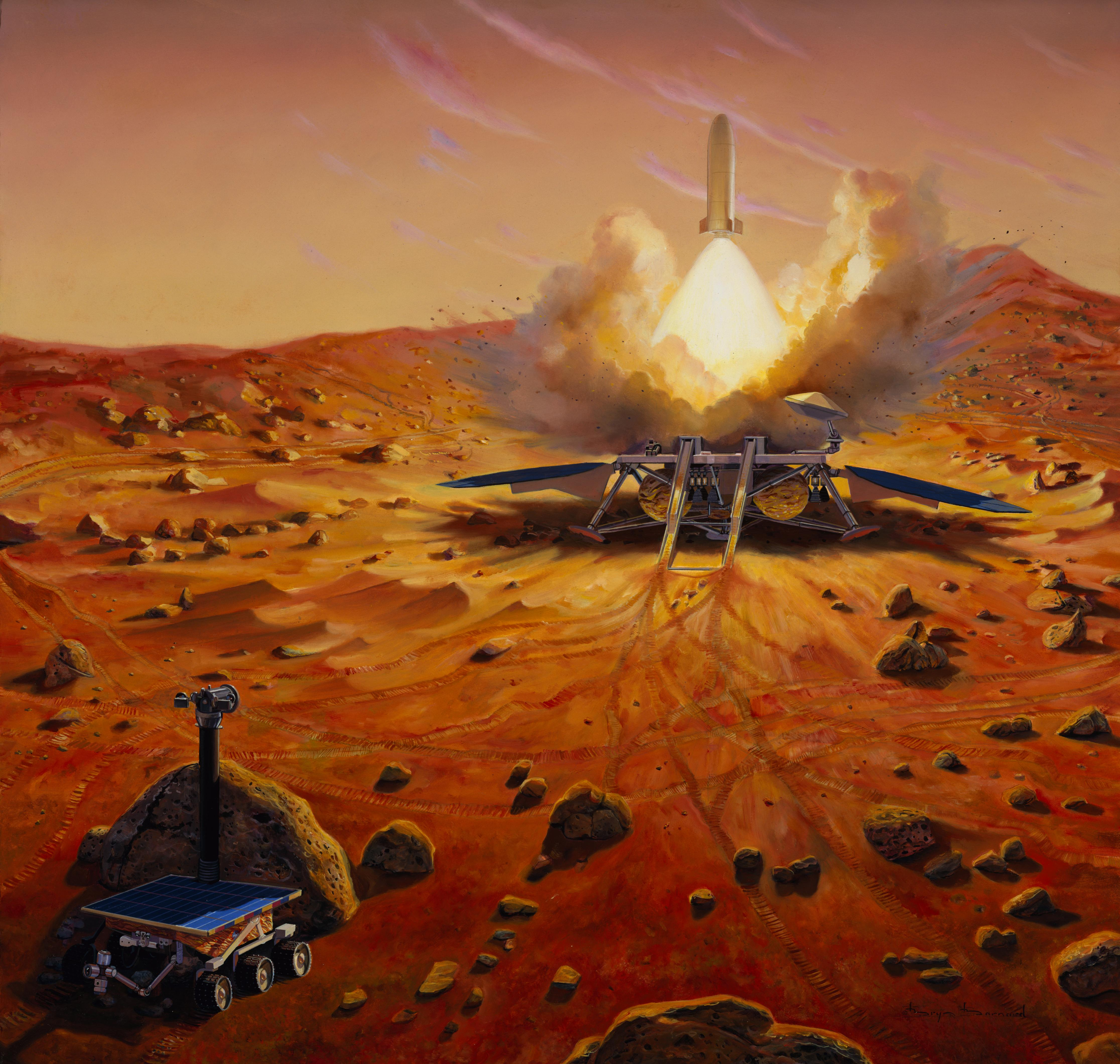
Concepció artística de la missió Mars Sample Return

- 2007: vehicle de reentrada terrestre - cancel·lat temporalment.
- 2016: ExoMars, tot terreny d'exploració de Mart - aprovat, llançament previst amb 4 anys de retard.
- 2014: missions de demostració de tecnologies espacials (muntatge orbital, suport vital, habitacles) - en projecte.
- 2018: Mars Sample Return Mission, missió de recollida i retorn de mostres de Mart, en col·laboració amb la NASA - en projecte.
- 2018: missions de demostració de tecnologies espacials (aerofrenat, propulsió elèctrica solar, aterratge) - en projecte.
- 2024: missió tripulada la Lluna - en projecte, vist amb escepticisme pels membres principals de l'ESA.
- 2026: missió no tripulada a Mart - en projecte.
- 2030/2033: missió tripulada a Mart en col·laboració amb la NASA - en projecte, vist amb escepticisme pels membres principals de l'ESA.